# REACH
A vegyi anyagok regisztrálásáról, értékeléséről, engedélyezéséről és korlátozásáról szóló rendelet (Registration, Evaluation, Authorisation and Restriction of Chemicals, REACH) az Európai Parlament és a Tanács 2006. december 18-án elfogadott 1907/2006/EK rendelete. A REACH rendelet létrehozta az Európai Vegyianyag-ügynökséget, valamint rendelkezett az 1999/45/EK irányelv módosításáról, a 793/93/EGK tanácsi rendelet, az 1488/94/EK bizottsági rendelet, a 76/769/EGK tanácsi irányelv, a 91/155/EGK, a 93/67/EGK, a 93/105/EK és a 2000/21/EK bizottsági irányelv hatályon kívül helyezéséről.
A REACH rendelet az emberi egészség és a környezet védelmét szolgálja a vegyi anyagok gyártásának és felhasználásának szabályozásával. Az összesen 278 oldalas rendelet elfogadásához hét évre volt szükség, és az EU történetének egyik legösszetettebb és az egyik legfontosabb szabályozásának tartják. A REACH a vegyi anyagok előállítására és felhasználására vonatkozó rendeletek közül a legszigorúbb és hatása az EU-n kívül is érezhető. A REACH 2007. június 1-jén lépett életbe, bevezetése pedig 2018-ig fokozatosan történt meg.

## A REACH áttekintése

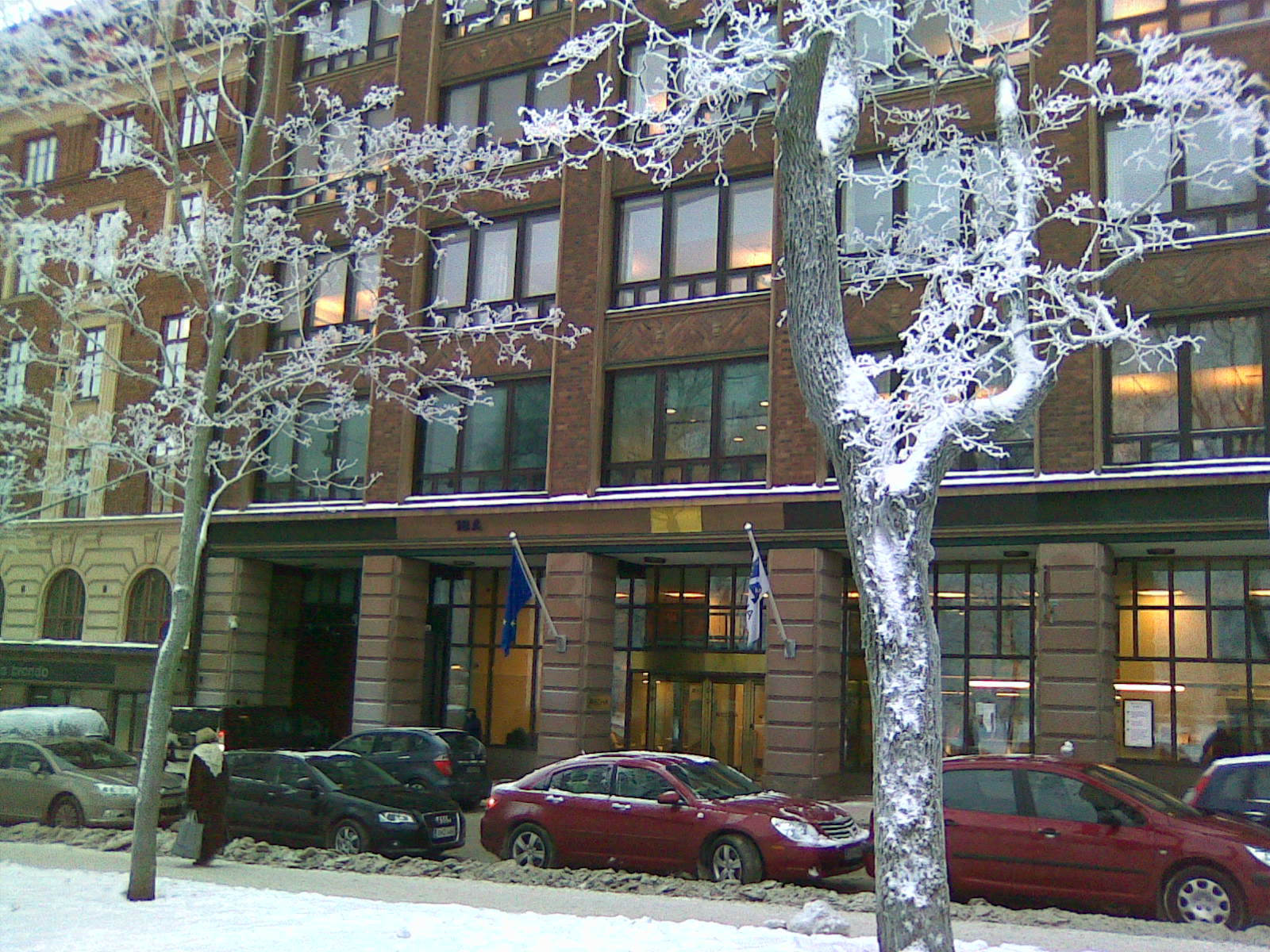
Az Európai Vegyianyag-ügynökség központja Helsinkiben.

A REACH rendszer célja olyan vegyi anyag regisztrációs rendszer létrehozása, amely lehetővé teszi azok nyomon követését, illetve azonosítását, akár árucikkekben vagy készítményekben fordulnak elő.
A regisztráció célja az, hogy a vegyi anyagokkal kapcsolatos minél részletesebb információt biztosítson az anyagok életciklusának tetszőleges pontján.
Mindezek értelmében a REACH nem csak a vegyi anyagok gyártóit, hanem az EU piacon jelenlévő késztermékek gyártóit, forgalmazókat, viszonteladókat és importőröket is érinti.

## A REACH rendszere

### Regisztráció
A rendelet megköveteli az évi 1 tonnánál nagyobb mennyiségben gyártott vagy importált anyagok - mennyiségi tartománytól függően más-más határidőig - regisztrálását. A regisztrációt a Finnországban létrehozott Európai Vegyianyag-ügynökség végzi. Mivel a REACH hatálya kiterjed azokra a vegyi anyagokra is, amelyek egy termékbe beépülnek, elméletileg bármely, Európába termékeit importáló vállalat érintett lehet.
Az Európai Vegyianyag-ügynökség három határidőt szabott meg a vegyi anyagok regisztrálására, amely az évente előállított vagy importált mennyiségtől függ:
- 1000 tonna/év felett a határidő 2010. december 1.
- 100 tonna/év felett a határidő 2013. június 1.
- 1 tonna/év felett a határidő 2018. június 1.
- A különösen veszélyes vagy toxikus anyagokat szintén 2010-ig kellett regisztrálni.

2008. december 1. előtt kb. 143 000 vegyi anyagok előregisztráltak a gyártók, amely lényegesen megkönnyíti a végleges regisztrációt. Azokat a vegyi anyagokat, amelyeket nem regisztráltak a REACH rendelet szerint, tilos forgalomba hozni vagy behozni az EU területére.

### Értékelés
Az Európai Vegyianyag-ügynökség értékeli mind a technikai dokumentáció, mind az anyagot. Az EVÜ emellett felel a REACH rendszer adminisztrációjáért, valamint a regisztrációs rendszer tudományos és technikai felügyeletéért.

### Engedélyezés
A különös aggodalomra okot adó anyagokat mennyiségtől függetlenül engedélyeztetni kell. A regisztrálónak bizonyítania kell, hogy az anyag veszélyei és kockázatai megfelelően ellenőrizhetők, vagy alkalmas helyettesítő anyagok híján a társadalmi-gazdasági haszna meghaladja a kockázatait.
Az engedélyezési eljárás során lehetséges ún. Vegyi Anyag Információs Fórumot (Substance Information Exchange Forum) létrehozni az adott anyag gyártói, forgalmazói vagy más érdekelt szervezetek részvételével. Ebben az esetben csak egy regisztrációs kérelmet kell benyújtani.
Az Európai Bizottság létrehozott egy szoftvert (IUCLID), amely segíti a vállalkozásokat a vegyi anyagok kémiai tulajdonságainak, hatásainak rögzítésében, kezelésében és elküldésében. Ezek az információk amúgy is szükségesek a regisztrációs eljárás során. A regisztrációs dosszié összeállításához és elküldéséhez a REACH-IT nyújt segítséget.

### Korlátozás
Az emberi egészségre vagy környezetre elfogadhatatlan kockázatot jelentő anyagokat betilthatják (ld. a REACH XVII. melléklete).

## Érdekesség
A rendeletet 2006. december 18-án fogadták, amire a száma (1907/2006/EK) is utal. Ekkor már küszöbön állt Bulgária és Románia csatlakozása (2007. január 1.), viszont a bolgár és a román fordítás még nem volt készen. Ha 2007. január 1-je után jelenik meg a jogszabály, akkor románul és bolgárul is meg kellett volna jelennie, amire esély sem volt. A Hivatalos Lapban ezért december 30-án egy ideiglenes, láthatóan Microsoft Worddel szerkesztett változat jelent meg.
A végleges – immár a Hivatalos Lap normáinak megfelelően szerkesztett – változat egy szűk fél évvel később, 2007. május 29-én (két nappal a hatálybalépés előtt) jelent meg egy helyesbítés formájában, azonban bolgár és román nyelvű változata még ennek sem volt. (Erre ekkor még nem is volt szükség, hiszen ez csupán egy a bolgár és román csatlakozás előtti jogszabály helyesbítésének minősült. A hivatalos bolgár és román nyelvű változat később, a többi csatlakozás előtt elfogadott jogszabályt tartalmazó hivataloslap-különkiadásban jelent meg).